# Societatea Anonimă Română de Navigațiune pe Dunăre

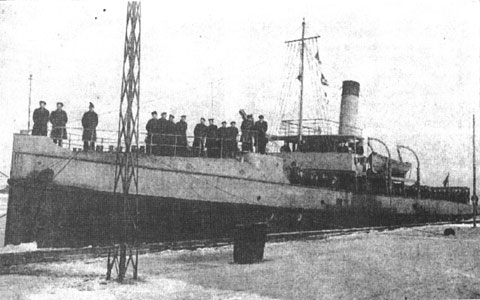
Das S.R.D.-Schiff Aurora 1940 im Hafen von Konstanza

Die Societatea Anonimă Română de Navigațiune pe Dunăre (S.R.D. – deutsch: „Rumänische Donau-Schiffahrts-A.G.“) war eine rumänische Reederei, die von 1914 bis 1948 bestand.

## Geschichte

### Gründung
Der S.R.D. wurde 1914 von einem Zusammenschluss der Banken Banca Românească, Banca Agricolă, Banca Marmorosch, Blank & Co., Commerz und Diskontobank, Banca Comercială Română, Banca Generală Română, Banca de Scont din București, Banca de Credit Român, Banca Comerțului, Firma Fratelli Bach și G. Fernic gegründet und mit einem Startkapital von 15 Millionen Lei ausgestattet. Hauptsitz des Unternehmens wurde Bukarest. Daneben wurden Agenturen in 17 Häfen unterhalten, neben solchen in rumänischen Häfen auch weitere im Ausland, etwa in Belgrad, Budapest, Bratislava, Wien und Regensburg.

### Bediente Routen
Schwerpunkt der Tätigkeit war der Fracht- und Passagierverkehr auf der Donau. Die Reederei betrieb Schubboote, Tanker, Schlepper und Schleppkähne sowie Passagierschiffe, die zwischen den rumänischen See- und Binnenhäfen, aber auch weiter donauaufwärts im grenzüberschreitenden Verkehr eingesetzt wurden. Die Strecke Rumänien – Bulgarien wurde im Liniendienst bedient, die übrige Donau nur mit Gelegenheitsfahrten, im Frachtverkehr nur mit kompletten Kahnladungen. Neben Binnenschiffen unterhielt die Reederei auch Seeschiffe. Zahlen von 1939 wiesen zuletzt jährlich rund 100.000 Passagiere auf. Inwieweit Verbindungen im Schwarzen Meer bedient wurden, ist zu prüfen.

### Schiffe
Im Laufe der Jahrzehnte fuhren rund 120 Schiffe für die Reederei. Bekanntestes Schiff war die S.R.D. Aurora, ein ehemaliger Minenleger der österreichischen Marine, der im Zweiten Weltkrieg von der rumänischen Marine requiriert und wieder als Minenleger genutzt wurde. Auch mehrere andere Schiffe der Reederei wurden von der Marine beschlagnahmt – wie unter anderem die S.R.D. Negoiul oder die S.R.D. Amurgul – und als Minensucher, Wachschiffe etc. eingesetzt.

### Schicksal
Nach dem Zweiten Weltkrieg und mit Etablierung der kommunistischen Regierung wurde das Unternehmen liquidiert. Mit dem Gesetz zur Verstaatlichung von 1948 wurde es Staatseigentum und in die sowjetisch-rumänische Reederei Sovromtransport integriert.